# دیانا تر-هوهانیسیان
دیانا تر-هوهانیسیان (ارمنی: Դայանա Տեր-Հովհաննիսյան؛ انگلیسی: Diana Der Hovanessian؛ ۲۱ مهٔ ۱۹۳۴ – ۱ مارس ۲۰۱۸) شاعر، مترجم، پدیدآور و استاد دانشگاه ارمنی‌تبار اهل ایالات متحده آمریکا بود. موضوع بیشتر اشعار وی دربارهٔ ارمنیان و دیاسپورای ارمنی بوده‌است.

## زندگی‌نامه
وی در در ووستر، ماساچوست به دنیا آمد و از دانشگاه بوستون و دانشگاه هاروارد فارغ‌التحصیل شد. وی دانشگاه دولتی ایروان نیز بود. وی همچنین برندهٔ جوایزی همچون مدال طلای وزارت فرهنگ جمهوری ارمنستان شده‌است. وی در ۱ مارس ۲۰۱۸ در سن ۸۳ سالگی در کمبریج، ماساچوست درگذشت. سه جلد از اشعار وی به زبان ارمنی ترجمه و در ایروان به چاپ رسیده‌است.